# Mistrzostwa Świata Juniorów w Narciarstwie Alpejskim 1999
18. Mistrzostwa świata juniorów w narciarstwie alpejskim odbyły się w dniach 9 - 14 marca 1999 r. we francuskim ośrodku narciarskim Pra Loup w regionie Prowansja-Alpy-Lazurowe Wybrzeże. Rozegrano po 5 konkurencji dla kobiet i mężczyzn. W klasyfikacji medalowej triumfowała reprezentacja Austrii, której zawodnicy zdobyli także najwięcej medali, piętnaście, w tym 6 złotych, 5 srebrnych i 4 brązowe. 

## Wyniki
| Pozycja | Zawodnik         | Narodowość | Czas    |
| ------- | ---------------- | ---------- | ------- |
|         | Klaus Kröll      | Austria    | 1:08,50 |
|         | Kurt Engl        | Austria    | 1:08,64 |
|         | Thomas Graggaber | Austria    | 1:08,65 |
| 4.      | Manfred Gstatter | Austria    | 1:08,71 |
| 5.      | Florian Eckert   | Niemcy     | 1:08,78 |
| 6.      | Daniel Züger     | Szwajcaria | 1:08,80 |

| Pozycja | Zawodniczka          | Narodowość | Czas    |
| ------- | -------------------- | ---------- | ------- |
|         | Kerstin Reisenhofer  | Austria    | 1:11,09 |
|         | Jonna Mendes         | USA        | 1:11,33 |
|         | Alison Powers        | USA        | 1:11,77 |
| 4.      | Alexandra Zimmermann | Francja    | 1:11,91 |
| 5.      | Fränzi Aufdenblatten | Szwajcaria | 1:11,96 |
| 6.      | Marlies Schild       | Austria    | 1:11,99 |

| Pozycja | Zawodnik         | Narodowość | Czas    |
| ------- | ---------------- | ---------- | ------- |
|         | Manfred Gstatter | Austria    | 1:11,87 |
|         | Freddy Rech      | Francja    | 1:12,07 |
|         | Matteo Berbenni  | Włochy     | 1:12,39 |
| 4.      | Jeff Hume        | Kanada     | 1:12,47 |
| 5.      | Igor Kozlar      | Słowenia   | 1:12,52 |
| 6.      | Bradley Wall     | Australia  | 1:12,63 |

| Pozycja | Zawodniczka         | Narodowość | Czas    |
| ------- | ------------------- | ---------- | ------- |
|         | Karin Blaser        | Austria    | 1:14,06 |
|         | Silvia Berger       | Austria    | 1:14,14 |
|         | Kerstin Reisenhofer | Austria    | 1:14,72 |
| 4.      | Jonna Mendes        | USA        | 1:14,80 |
| 5.      | Caroline Lalive     | USA        | 1:14,93 |
| 6.      | Lucie Hrstková      | Czechy     | 1:15,14 |

| Pozycja | Zawodnik              | Narodowość | Czas    |
| ------- | --------------------- | ---------- | ------- |
|         | Christoph Alster      | Austria    | 1:48,10 |
|         | Freddy Rech           | Francja    | 1:48,42 |
|         | Mitja Dragšič         | Słowenia   | 1:48,46 |
| 4.      | Daniel Défago         | Szwajcaria | 1:48,62 |
| 5.      | Mario Matt            | Austria    | 1:48,69 |
| 6.      | Stein Kristian Strand | Norwegia   | 1:48,74 |

| Pozycja | Zawodniczka      | Narodowość | Czas    |
| ------- | ---------------- | ---------- | ------- |
|         | Denise Karbon    | Włochy     | 1:53,82 |
|         | Silvia Berger    | Austria    | 1:54,55 |
|         | Tanja Poutiainen | Finlandia  | 1:55,00 |
| 4.      | Caroline Lalive  | USA        | 1:55,14 |
| 5.      | Lucie Hrstková   | Czechy     | 1:55,27 |
| 6.      | Stefanie Wolf    | Niemcy     | 1:55,43 |

| Pozycja | Zawodnik              | Narodowość | Czas    |
| ------- | --------------------- | ---------- | ------- |
|         | Massimiliano Blardone | Włochy     | 1:34,96 |
|         | Kurt Engl             | Austria    | 1:35,31 |
|         | Alexandre Anselmet    | Francja    | 1:35,34 |
| 4.      | Mario Matt            | Austria    | 1:35,62 |
| 5.      | Jean-Philippe Roy     | Kanada     | 1:35,77 |
| 6.      | Kristian Guay         | Kanada     | 1:36,16 |

| Pozycja | Zawodniczka        | Narodowość | Czas    |
| ------- | ------------------ | ---------- | ------- |
|         | Anja Pärson        | Szwecja    | 1:46,62 |
|         | Stefanie Wolf      | Niemcy     | 1:48,12 |
|         | Elisabeth Görgl    | Austria    | 1:48,65 |
| 4.      | Eva Walkner        | Austria    | 1:49,01 |
| 5.      | Souazic Le Guillou | Francja    | 1:49,08 |
| 5.      | Nicole Gius        | Włochy     | 1:49,08 |

| Pozycja | Zawodnik              | Narodowość | Punkty |
| ------- | --------------------- | ---------- | ------ |
|         | Kurt Engl             | Austria    | 10,55  |
|         | Mario Matt            | Austria    | 17,49  |
|         | Massimiliano Blardone | Włochy     | 20,23  |

| Pozycja | Zawodniczka         | Narodowość | Punkty |
| ------- | ------------------- | ---------- | ------ |
|         | Caroline Lalive     | USA        | 46,74  |
|         | Stefanie Wolf       | Niemcy     | 61,17  |
|         | Kerstin Reisenhofer | Austria    | 80,95  |

## Klasyfikacja medalowa
| Miejsce | Państwo           |   |   |   | złoto · srebro · brąz |
| ------- | ----------------- | - | - | - | --------------------- |
| 1.      | Austria           | 6 | 5 | 4 | 15                    |
| 2.      | Włochy            | 2 | 0 | 2 | 4                     |
| 3.      | Stany Zjednoczone | 1 | 1 | 1 | 3                     |
| 4.      | Szwecja           | 1 | 0 | 0 | 1                     |
| 5.      | Francja           | 0 | 2 | 1 | 3                     |
| 6.      | Niemcy            | 0 | 2 | 0 | 2                     |
| 7.      | Finlandia         | 0 | 0 | 1 | 1                     |
|         | Słowenia          | 0 | 0 | 1 | 1                     |